# Thomas Arne
Thomas Augustine Arne (ur. 12 marca 1710 w Londynie, zm. 5 marca 1778 tamże) – angielski kompozytor, autor sonat, kantat, oper i masek (masque). Konkurent muzyczny Händla.
Twórca znanej kantaty „Bacchus and Ariadne” i pieśni „Rule, Britannia!” (z maski „Alfred”).

## Życiorys
Swoją karierę muzyczną rozpoczął w 1732 roku i był wysoko ceniony. Według niektórych opinii obecność takich kompozytorów jak Arne, John Stanley, William Boyce, William Croft czy Thomas Linley (starszy) i Thomas Linley (młodszy) na osiemnastowiecznej scenie angielskiej burzy mit o całkowitej dominacji na niej Händla, jak również o małej kreatywności ówczesnych twórców muzyki.

### Wczesne lata
Arne urodził się na King Street w dzielnicy Covent Garden (Londyn) 12 marca 1710 roku i został ochrzczony w 11 tygodni później 28 maja w kościele św. Pawła w tej samej dzielnicy.
Dziadek i ojciec Arne’a byli stolarzami i obaj należeli do cechu stolarzy w londyńskiej City. Dziadek zmarł w więzieniu Marschalsea za długi. Ojciec miał jednak dość pieniędzy, by wynająć duży dom w Londynie i wysłać syna do elitarnego Eton College. Młody Arne przemycił szpinet na strych i tam grał w tajemnicy przed ojcem, używając chusteczki do tłumienia dźwięków (przygody te przypisywane były Händlowi). Jak pisał historyk muzyki tej epoki, Charles Burney, Arne przebrał się za dostawcę, by mieć dostęp do gmachu Covent Garden Opera House. Tam Arne zawarł znajomość z pierwszym kompozytorem, którym był Michael Festing. Festing był pod wrażeniem wiedzy i umiejętności młodego Arne’a i zabierał go na przedstawienia muzyczne. W 1733 roku Arne słuchał w Oksfordzie opery Händla Athalia. Ojciec odkrył w końcu tajemnicę syna, lecz dał się przekonać (prawdopodobnie Festingowi), by pozwolić synowi zająć się muzyką obok kształcenia go na prawnika, jak to wcześniej planowano.

### 1732–1740
Jako katolik, Arne miał niektóre drogi do kariery muzycznej zamknięte. Jego pierwszą muzyczną ucieczką od obowiązków prawniczych było uczenie śpiewu swej siostry Susanny Marii Arne i brata Richarda Arne. Cała trójka uczestniczyła w wykonaniu dzieła Händla Acis and Galatea w Haymarket Theatre w kwietniu 1732 roku. Arne’owie połączyli wkrótce siły z dwoma innymi śpiewakami: Henry Carey i J.F. Lampe.
Pierwszą ważną kompozycją Arne’a była adaptacja muzyczna dzieła Josepha Addisona Rosamond. W 1736 roku Arne poślubił Cecilię Young, córkę organisty z All Hallows Church z dzielnicy Barking. Cecilia Young zdążyła się już wcześniej odznaczyć jako znakomita śpiewaczka i interpretatorka oratoriów Händla.
W 1738 roku Arne skomponował maskę Comus, wystawioną w Drury Lane Theatre 4 marca 1738 roku. Dzieło to było bardzo popularne jeszcze sto lat po śmierci kompozytora.

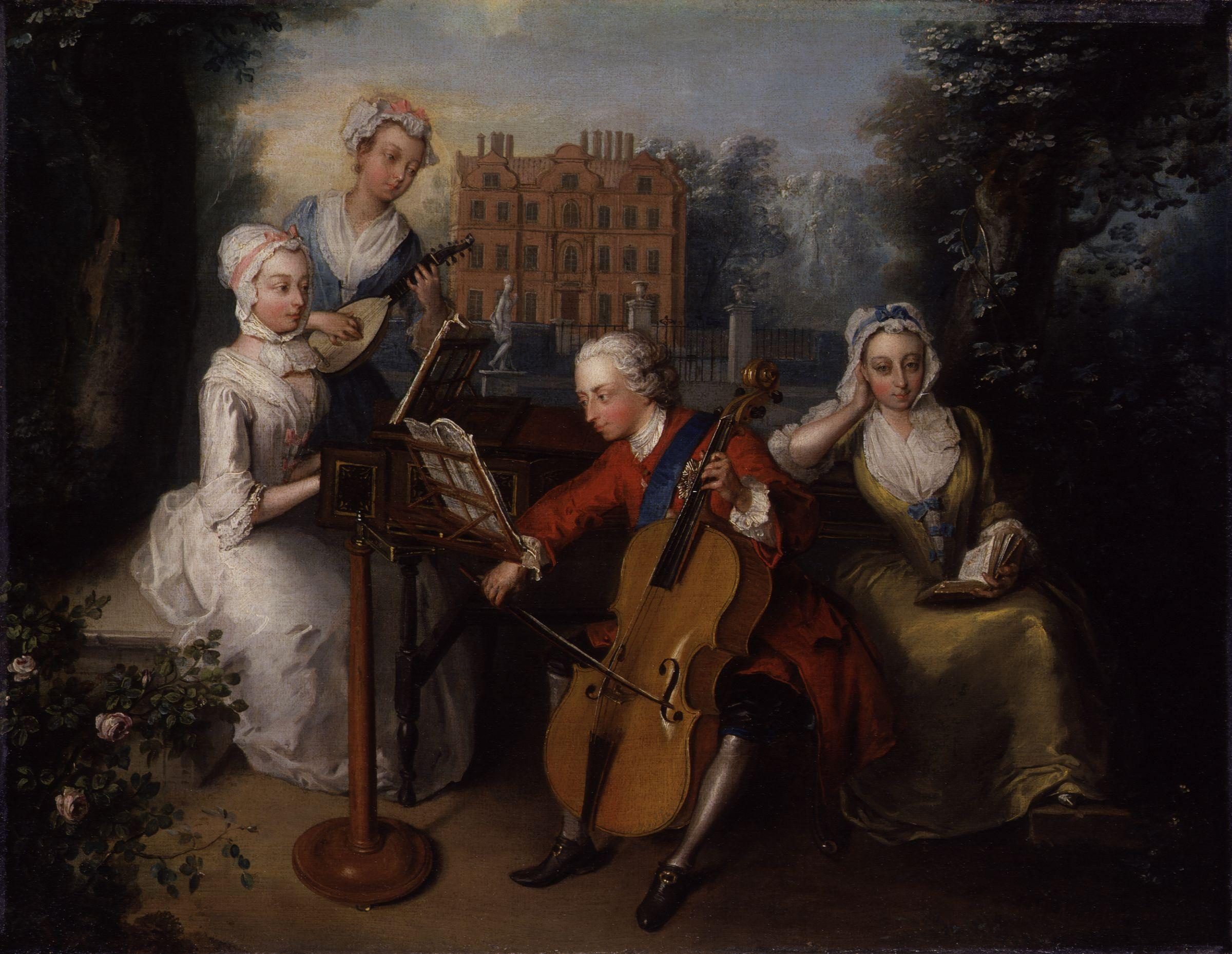
William Hogarth: Książę Walii i pozostałe dzieci królewskie grające na instrumentach

### 1740–1750
W 1740 roku wystawiono jego drugą maskę The Judgement of Paris (Sąd Parysa). Muzyka z finałowego chóru niestety zaginęła. Była ona wykonana na uroczystości organizowanej przez księcia Walii z okazji ślubu jego córki księżniczki Augusty i 25-lecia sukcesji hanowerskiej w Wielkiej Brytanii. Dla tej samej uroczystości Arne skomponował drugą maskę Alfred, zawierającą słynny chorał Rule, Britannia!, odtąd nieformalny drugi hymn brytyjski, a także przepiękną arię: Arise sweet Messenger of the Morn.
Pod koniec roku 1740 rozpoczął adaptowanie dzieł Shakespeare’a: As You like it (Jak wam się podoba), Twelfth Night (1741), The Merchant of Venice (Kupiec wenecki) (1742), The Tempest (Burza) (1746) i Love Labour’s Lost (1747).
W 1742 roku Arne odwiedził wraz z żoną Dublin. Podczas sezonu muzycznego w tym mieście wystawił wiele dzieł Händla i własnych, w tym oratorium The Death of Abel (Śmierć Abla) z 1744 roku.
W 1745 roku Arne przedstawił własną wersję orkiestracji hymnu brytyjskiego God Save the Queen w Drury Lane Theatre. Następne udane dzieło Colin & Phobe uczyniło go najpopularniejszym kompozytorem w Londynie na 20 lat.

### 1750–1760
W 1750 roku siostra kompozytora i znana w Londynie aktorka Mrs. Cibber pokłóciła się ze słynnym aktorem brytyjskim Davidem Garrickiem w sprawie swej pensji i przeniosła do Covent Garden Theatre. Podążył za nią Arne, co zapoczątkowało wieloletnią walkę między obu teatrami, zakończoną powrotem pani Cibber do Drury Lane wiele lat potem.
W 1753 roku Arne skomponował kantatę Cymon & Iphigenia.
W 1755 roku Arne i jego żona zdecydowali się na separację. Stosunki między nimi już od dawna były złe. Humorzasta żona torpedowała wiele przedstawień, które musiały być przekładane z powodu jej „niedomagań”. Arne wypłacał jej od separacji 40 funtów rocznie.
W 1759 roku Arne otrzymał tytuł Doctor of Music na uniwersytecie w Oksfordzie. Arne dokonał ponownego wystawienia słynnej Beggar’s Opera z 1729 roku w Covent Garden (1759). W roli głównej wystąpiła jego uczennica Miss Brent.

### 1760–1770
W roku 1761 Arne wystawił swe oratorium Judith, a w 1762 händlowski Alexander’s Feast. John Stanley i John Christopher Smith byli tym zdenerwowani, ponieważ sądzili, że posiadają monopol na wystawienia oratorów mistrza, zmarłego w 1759 roku.
W lutym 1762 roku Arne odniósł największy sukces w swoim życiu, jakim była opera Artaxerxes. Joseph Haydn, który widział jej późniejsze wystawienia, był oczarowany. Była to najpopularniejsza opera w Wielkiej Brytanii aż po głęboki XIX wiek. Sukces został powtórzony przy Love in a Village, która prócz arii Arne’a zawierała także kilka popularnych piosenek z epoki.
1764 rok przyniósł jeszcze jeden sukces, jakim okazało się wystawienie The Arcadian Nuptials (tym razem masque, nie opera).
W 1766 roku siostra Arne’a, Mrs Cibber, zmarła, a Miss Brent, jego uczennica, poślubiła włoskiego skrzypka Pinto. W 1767 Arne wydał The Four Symphonies napisanych w stylu, w jakim komponował przybyły do Londynu w 1762 roku Johann Christian Bach, który wywarł duży wpływ na późną muzykę Arne’a.

### 1770–1778
Arne jako nowo przyjęty członek Gentleman’s Catch Club i Madrigal Society dawał regularne koncerty. W 1769 roku Arne wystawił Shakespeare’s Ode (1769), następnie maskę The Fairy Queen (1771) i May Day (1775). W październiku 1777 Arne pojednał się z żoną, jednak ich szczęście trwało krótko, ponieważ Arne wówczas był już poważnie chory i zmarł 5 marca 1778 roku. Według jego testamentu dziedziczyła po nim żona i jedyny syn Michael Arne.

## Znaczenie
Thomas Augustine Arne był jednym z największych kompozytorów, żyjących kiedykolwiek na Wyspach Brytyjskich, i prawdopodobnie największym kompozytorem brytyjskim XVIII wieku, jeśli nie liczyć pochodzącego z Niemiec Händla. Jego muzyka jest dziś naprawdę dobrze znana jedynie w Wielkiej Brytanii, gdzie jego wpływ na sztukę kompozytorską jest widoczny po dziś dzień. Reszta świata zna go przede wszystkim jako twórcę Rule, Britannia!.

### Linki do różnych wykonań pieśniRule Britannia
- Piano version (9KB, format MIDI)
- Orchestral version (121KB, format MP3)
- BBC Symphony Orchestra, Bryn Terfel, Last Night of the Proms, Live 1994 copyright BBC and Teldec Classics GmbH, (4:27 min, ok. 4MB, format MP3, 4 zwrotki, przy czym trzecia zwrotka /powtórzenie pierwszej/ śpiewana jest w języku walijskim)
- Beethoven Haus Bonn, Variationen über das englische Volkslied "Rule Britannia" für Klavier (D-dur) WoO 79
- Works by Thomas Arne in the University of North Texas Virtual Rare Book Room
- Profile page for Thomas Arne on the Find A Grave web site